# Miguel Benzo Perea
Miguel Benzo Perea (Madrid, 7 de noviembre de 1951) es un antiguo diplomático español. 

## Biografía
Licenciado en Derecho y en Ciencias de la Información, ingresó en 1977 en la carrera diplomática. Estuvo destinado en las representaciones diplomáticas españolas en Finlandia y Reino Unido. Fue subdirector General de Acción Cooperativa del Instituto de Cooperación Iberoamericana y Cónsul General de España en Perpiñán y Nápoles. 
En 2001 fue nombrado subdirector General de Relaciones Económicas Multilaterales y de Cooperación Aérea, Terrestre y Marítima, y en junio de 2003, embajador en misión especial. De enero de 2006 a 2009 fue embajador de España en el Líbano y de 2009 a 2011, embajador en Luxemburgo, donde le sustituyó Arturo Avello Díez del Corral.
Posteriormente fue nombrado cónsul general de España en la ciudad de Guadalajara, Jalisco, México.